# Генейро, Карлос
Карлос Альберто Генейро Больси (исп. Carlos Alberto Geneyro Bolzi, род. 3 июня 1966, Буэнос-Айрес) — аргентинский хоккеист (хоккей на траве), полевой игрок. Участник летних Олимпийских игр 1988 и 1992 годов, чемпион Панамериканских игр 1991 года, серебряный призёр Панамериканских игр 1987 года.

## Биография
Карлос Генейро родился 3 июня 1966 года в Буэнос-Айресе.
Играл в хоккей на траве за «Сьюдад» из Буэнос-Айреса.
В 1988 году вошёл в состав сборной Аргентины по хоккею на траве на летних Олимпийских играх в Сеуле, занявшей 8-е место. Играл в поле, провёл 7 матчей, забил 4 мяча (три в ворота сборной Индии, один — Нидерландам).
В 1992 году вошёл в состав сборной Аргентины по хоккею на траве на летних Олимпийских играх в Барселоне, занявшей 11-е место. Играл в поле, провёл 7 матчей, забил 1 мяч в ворота сборной Египта.
Дважды выигрывал медали хоккейных турниров Панамериканских игр: серебро в 1987 году в Инданаполисе, золото в 1991 году в Гаване.
По окончании игровой карьеры стал тренером. Тренировал молодёжную сборную Аргентины и «Феррокариль Митре» из Буэнос-Айреса.